# هلا بالخميس
هلا بالخميس أغنية عربية بلهجة سعودية، وبنغمة سهلة التذكر، أصبح لها رواج واسع منذ إذاعتها عام 2016 في السعودية ثم اتسع رواجها عربياً في عام 2017، بصوت المنشد المقيم في السعودية، معن برغوث، وصار عنوان الأغنية تعبيراً عن ظاهرة شائعة تحمل معنى الاستبشار، يُترنّمُ بها في بداية كل يوم خميس، ترحيباً بالعطلة الأسبوعية (الجمعة والسبت)، واقتبست في مشاهد هزلية وقامت جاست دانس 2019 بتضمين الأغنية في نسخة اللعبة عام 2019، وظلّ وسم «هلا بالخميس» من الأكثر تداولاً، كما يتداول العبارة مستخدمو التواصل الاجتماعي، كتابةً أو صوتاً وصورة، وفي 3 نوفمبر عام 2017 بلغت صفحات الانترنت المعنونة ب«هلا بالخميس» ربع مليون محتوى، و30 ألف مقطع فديو، بالإضافة إلى مقاطع الواتساب، غنّى الأغنية واقتبس منها عدةُ مشاهير ومغنين، بعضهم من بلدان ليست الجمعة عطلتهم كعاصي الحلاني. واُتخذ صوت الأغنية شعاراً لمقاطع فديو متعددة، بعضها محظور قد سبب مشاكل زوجية، بل جُعلت وشماً على الأجساد. واستعملتْ اسماً لعطر رجالي، وأُنشئ تطبيق يحتوي على الأغنية، لتضمينها في أي مقطع فديو يرغب به المستخدم، لم يظنّ مغني الأغنية ذات الكلمات القليلة أن يكون لها هذه الشهرة بين الناس، سواء على ألسنة العامّة وكبار الشخصيات كسعد الحريري. وفي يوم 19 نيسان عام 2018، اختار الموريكس دور أغنية هلا بالخميس أحسن أغنية خليجية لعام 2017، فأعلنت أحلام الشامسي عن ذمّها الشديد لهذا الاختيار لأن الأغنية الخليجية مميزة ذات نموذج أجود من هذه الأغنية، وقالت «عيب الشوم عليكم...الأغنية الخليجية هي الأغنية الأولى عربياً وبلا منافس كلاماً ولحناً وطرباً وفناً، وإذا السياسيين وغيرهم غنوها فمش كل شي بيقولونه السياسيين زين بلغتنا الخليجية» وتقصد بالسياسي سعد الحريري الذي كان قد ظهر في فديو في مطار بيروت يردد العبارة مع بعض موظفي طيران الشرق الأوسط، كما قالها سعد الحريري مع المغني معن برغوث، وهو يسأل «بعد بكرا شو؟» فأجابهُ معن برغوث «هلا بالخميس...هلا بالرئيس». وكان ردّ المغني على هذا الذمّ أن قال «إنه فاز بجائزة الموريكس دور عن أكثر أغنية شكلت ظاهرة لعام 2017، وليس كما فهمت أحلام بأنها أفضل أغنية خليجية». وفي 29 آذار عام 2020، نشر صاحب الأغنية مقطعاً للأغنية فيها تبديل العبارة إلى «راح الخميس»، بسبب الاعتزال المنزلي المفروض في فترة جائحة كورونا. وقد ظهر حقاً قلة اهتمام مُنتظري يوم الخميس، إذ تركوا تداول استقباله بعبارة «هلا بالخميس»، حين أصبحت الأيام كلها متشابهة عندهم في فترة البقاء الإجباري في البيوت.

## سبب الأغنية
معن برغوث مغني من سورية، وُلِدَ فيها عام 1995، وكان عام 2016 مقيماً في الرياض، ويدرس تقنية المعلومات في جامعة المجمعة، ويرجع إلى الرياض في عطلة كل أسبوع، العبارة كانت متداولة من قبل الأغنية، وتستخدم في كل يوم خميس عبر رسائل التواصل الاجتماعي، فخطرتْ العبارة على باله ولحّنَها حين كان في طريقه إلى الرياض في عُطلته، فسجّلها في هاتفه، وانتشرتْ العبارة التي احتوت أولاً على بضعة ألفاظ قصيرة، ثم أُعيدَ نشرها بكلمات مزيدة، كتبها خالد العوض، وتوزيع أحمد أسدي، ومزجَ صوتَها طيف عادل، نُشرت للأغنية نسختان، إحداهما معزوفة، والأخرى بدون عزف، إرضاءً للأذواق.

## الدلالة الثقافية
| إذا كانت محاربة التوظيف العشوائي هي على سبيل هذا المثال فلا يسعنا القول إلاّ: "هلا بالخميس". |
| —غطاس خوري                                                                                  |

يُعتقد أن المبالغة في الترحيب بآخر أيام أسبوع العمل هو دليل على قلة الالتزام والفوضوية، وربما كان ذلك من تربية الوالدين لأولادهم على ذلك. والأجدر بالمجتمع أن يبدأ بعبارة "هلا بالدوام"، "هلا بالأحد"، ثم يريح نفسه آخر يوم الخميس، وفي ذلك قال عثمان العمير “: أغنية هلا بالخميس، لافتة ضد العمل ومع التبلد والهروب من المسؤلية.. لن تجدها في قاموس الكوري الجنوبي، الياباني، والألماني … ليت هناك أغنية تحتفي ببداية العمل”، فكان جواب تركي الحمد إن الترحيب بيوم العطلة موجود في أمريكة، وقال: ”Thank God it is Friday..شكرا يا إلهي انها الجمعة..أليس هذا ما يقوله الأمريكيون في نهاية يوم الجمعة فرحا بقدوم عطلة نهاية الأسبوع يا صديقي؟ ما الفرق بين هذا وبين هلا بالخميس؟..الاحتفاء بالإجازة أمر طبيعي..".

## أيام الأسبوع
| لسْتُ مطرب يوم الخميس. |
| —معن برغوث           |

بدأ تضمين أيام الأسبوع في الأغاني منذ عدة عقود، فقد سمّى محمد عبد المطلب أغنيةً له «السبت فات»، وذُكر يوم الأحد في أغنية محمد سعد عبد الله «يوم الأحد في طريقي»، وغنّى محمد عبد الوهاب أغنيته المسمّاة «عمري ما هنسى يوم الاثنين»، وسمّى عمرو دياب إحدى أغانيه «يوم تلات»، وغنّت فايزة أحمد أغنية «حبيب الأربعاء».

## تغريدة هلا بالخميس
في 7 ديسمبر عام 2017، اقتبست المذيعة علا الفارس، عبارة «هلا بالخميس»، ضمن تغريدة نشرتها بعد زيارة دونالد ترامب إلى القدس واعترافه بها عاصمةً لفلسطين المحتلة، فقالت «ترامب لم يختر توقيت إعلان القدس عاصمة لإسرائيل عبثًاً… الليلة ندين وغدا نغني هلا بالخميس!»، وكان ذلك سبباً لإنهاء عقدها مع قناة ام بي سي إذ اعتُبرت إساءة لحكومة السعودية، وبلدان عربية أخرى، ثم في 16 يوليو عام 2019، نشرت علا تغريدة أخرى قالت فيها «شكراً تغريدة هلا بالخميس..».

## أسماء مُضاهية
- مسرحية هلا بالخميس: مسرحية كويتية كوميدية، بطولة طارق العلي.[39]
- فلم هلا بالخميس: فلم بحريني كوميدي قصير.[40]